# Julovka (přítok Sury)
Julovka (rusky Юловка) je 48 kilometrů dlouhá říčka v Penzenské oblasti v Ruské federaci, přítok Sury v povodí Volhy. Rozloha povodí Julovky je 390 čtverečních kilometrů.
Na Julovce leží město Gorodišče a sídlo městského typu Čaadajevka, které leží u ústí do Sury.